# Beat Out!
Beat Out! è il terzo album in studio del gruppo rock giapponese Glay, pubblicato nel 1996.

## Tracce
1. More Than Love - 4:47
2. Yes, Summerdays - 5:10
3. Genshoku no Sora (Cloudy Sky) (原色の空<Cloudy Sky>?) - 4:19
4. Trouble On Monday - 5:28
5. Together - 7:02
6. Tsuki ni Inoru (月に祈る?) - 4:19
7. Ikiteku Tsuyosa (生きてく強さ?) - 3:49
8. Shuumatsu no Baby Talk (週末のBaby talk?) - 5:57
9. Glorious (グロリアス?) - 4:55
10. Kiseki no Hate (軌跡の果て?) - 5:34
11. Miki Piano - 5:14